# 1953 en mathématiques
| Années des mathématiques : 1950 - 1951 - 1952 - 1953 - 1954 - 1955 - 1956    |
| Décennies des mathématiques : 1920 - 1930 - 1940 - 1950 - 1960 - 1970 - 1980 |

Cet article présente les faits marquants de l'année 1953 en mathématiques.

## Évènements
- Le physicien Enrico Fermi, l'informaticien John R. Pasta, le mathématicien Stanislaw Ulam et la programmeuse Mary Tsingou réalisent la première simulation numérique (expérience de Fermi-Pasta-Ulam)[1].
- Le mathématicien britannique Alan Turing, après quinze ans de travail sur l'usage d'un ordinateur pour résoudre un problème fondamental de théorie des nombres, publie un article donnant les 1 104 premiers zéros de la fonction zeta de Riemann[2].

## Naissances

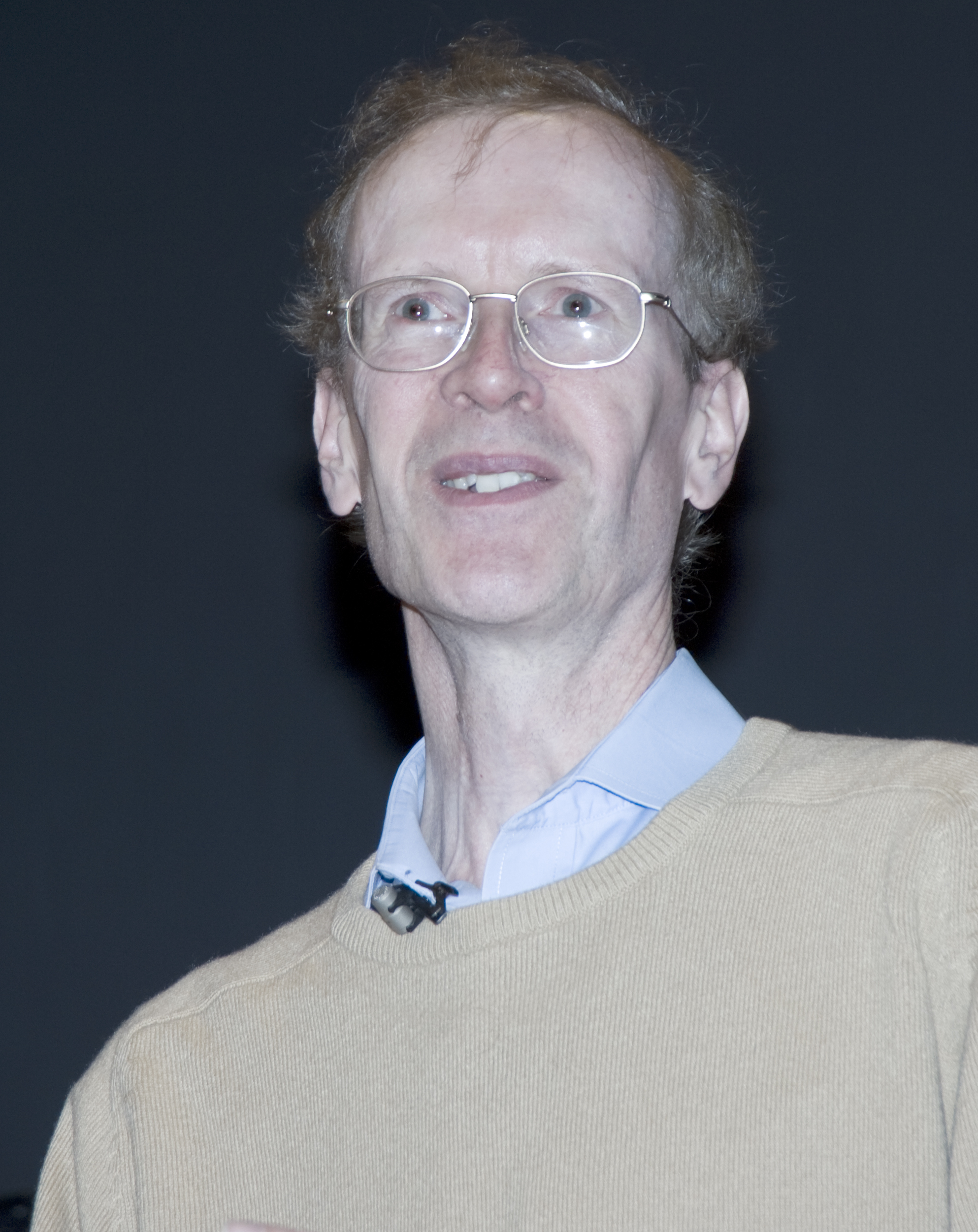
Andrew Wiles

- 23 février : Rostislav Grigorchuk, mathématicien soviétique et russe.
- 2 mars :
  - Jean-Paul Allouche, mathématicien français.
  - Jean-Pierre Françoise, mathématicien français.
- 12 mars :
  - Marie Farge, mathématicienne française.
  - Ravindran Kannan, informaticien et mathématicien indien.
- 24 mars : Sorin Popa, mathématicien roumano-américain.
- 11 avril : Andrew Wiles, mathématicien britannique.
- 16 avril : Luc Vinet, physicien et mathématicien canadien (québécois).
- 11 mai : Jean Bernard Lasserre, mathématicien français.
- 18 mai : Jean-Daniel Boissonnat, mathématicien français.
- 23 mai : Sy David Friedman, mathématicien américain.
- 2 juillet : Jean-Loup Waldspurger, mathématicien français.
- 27 juin : Trevor Hastie, statisticien et informaticien américain.
- 17 juillet : Hélène Esnault, mathématicienne franco-allemande.
- 5 octobre : Peter Borwein, mathématicien canadien.
- 15 octobre : Bernard Dacorogna, mathématicien suisse.
- 17 octobre : Helmut Maier, mathématicien allemand.
- 23 octobre : Laurent Clozel, mathématicien français.
- 9 novembre : Nassif Ghoussoub, mathématicien canadien.
- 25 novembre : Carlos Kenig, mathématicien argentino-américain.
- 8 décembre : Shigeru Mukai, mathématicien japonais.
- 14 décembre : Nils Dencker, mathématicien suédois.
- 17 décembre : Juan Morales Ruiz, mathématicien espagnol.
- 18 décembre : Peter Sarnak, mathématicien sud-africain naturalisé américain.
- Étienne Fouvry, mathématicien français.
- Gilles Godefroy, mathématicien français.
- Guy Henniart, mathématicien français.
- Colette Moeglin, mathématicienne française.
- Kieka Mynhardt, mathématicienne sud-africaine et canadienne.
- David Webb, mathématicien américain.

## Décès

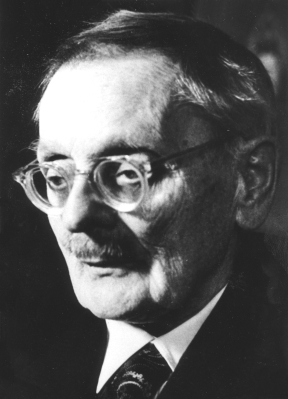
Ernst Zermelo

- 6 janvier : Giovanni Vacca (né en 1872), mathématicien et sinologue italien.
- 12 mars : Heinrich Jung (né en 1876), mathématicien allemand.
- 22 mars : Gustav Herglotz (né en 1881), mathématicien allemand.
- 8 mai : Veniamine Kagan (né en 1869), mathématicien et géomètre russe et soviétique.
- 21 mai : Ernst Zermelo (né en 1871), mathématicien allemand.
- 9 juillet : Henri Padé (né en 1863), mathématicien français.
- 30 septembre : Lewis Fry Richardson (né en 1881), mathématicien, météorologiste et psychologue britannique.
- 17 novembre : Pierre Humbert (né en 1891), mathématicien français.